# Prospero
Prospero é um género botânico pertencente à família Asparagaceae.

## Espécies
- Prospero autumnale (L.) Speta
- Prospero battagliae Speta
- Prospero depressum Speta
- Prospero elisae Speta
- Prospero hanburyi (Baker) Speta
- Prospero hierapytnense Speta
- Prospero idaeum Speta
- Prospero minimum Speta
- Prospero obtusifolium (Poir.) Speta
- Prospero paratethycum Speta
- Prospero rhadamanthi Speta
- Prospero talosii  (Tzanoud. & Kypr.) Speta